# Amt Demmin-Land
Het Amt Demmin-Land is een samenwerkingsverband van 16 gemeenten en ligt in het district Mecklenburgische Seenplatte in de Duitse deelstaat Mecklenburg-Voor-Pommeren. Het Amt telt 6.877 inwoners. Het bestuurscentrum bevindt zich in de stad Demmin.

## Geschiedenis
Het Amt Demmin-Land is op 31 maart 1992 opgericht en bestond destijds uit 11 gemeenten 

## Gemeenten
Het Amt bestaat uit de volgende gemeenten:
- Beggerow met Buschmühl, Gatschow, Glendelin, Johannenhöhe en Kaslin
- Borrentin met Gnevezow, Lindenhof, Metschow, Moltzahn, Pentz, Schwichtenberg en Wolkwitz
- Hohenbollentin
- Hohenmocker met Hohenbrünzow, Peeselin, Sternfeld, Strehlow en Tentzerow
- Kentzlin met Alt Kentzlin en Neu-Kentzlin
- Kletzin met Pensin, Quitzerow en Ückeritz
- Lindenberg met Hasseldorf en Krusemarkshagen
- Meesiger met Gravelotte
- Nossendorf met Annenhof, Medrow, Toitz en Volksdorf
- Sarow met Ganschendorf, Gehmkow en Törpin
- Schönfeld met  Hohenfelde en Trittelwitz
- Siedenbrünzow met Eugenienberg, Leppin, Sanzkow, Vanselow en Zachariae
- Sommersdorf met Neu Sommersdorf
- Utzedel met Leistenow, Dorotheenhof, Roidin en Teusin
- Verchen
- Warrenzin met Beestland, Upost en Wolkow

## Bestuurlijke herindelingen
Sinds de oprichting van het Amt in 1992 hebben er diverse bestuurlijke herindelingen plaatsgevonden. Tot op heden betreft het de volgende wijzigingen.

### Gemeente
- Annexatie toenmalige zelfstandige gemeente Hohenbrünzow door Hohenmocker op 1 juni 2004
- Annexatie toenmalige zelfstandige gemeente Quitzerow door Kletzin op 1 juni 2004
- Annexatie toenmalige zelfstandige gemeente Sanzkow door Siedenbrünzow op 1 juni 2004
- Annexatie toenmalige zelfstandige gemeente Teusin door Utzedel op 1 juni 2004
- Annexatie toenmalige zelfstandige gemeente Wotenick door Demmin op op 1 juni 2004 (buiten het Amt)
- Toevoeging aan het Amt van de 10 gemeenten uit het opgeheven Amt Borrentin: Beggerow, Borrentin, Hohenbollentin, Kentzlin, Lindenberg, Meesiger, Sarow, Schönfeld, Sommersdorf en Verchen op 1 juli 2004.
- Annexatie van de gemeente Beestland en Upost door Warrenzin op 30 juni 2003.